# Pierre Vinçard

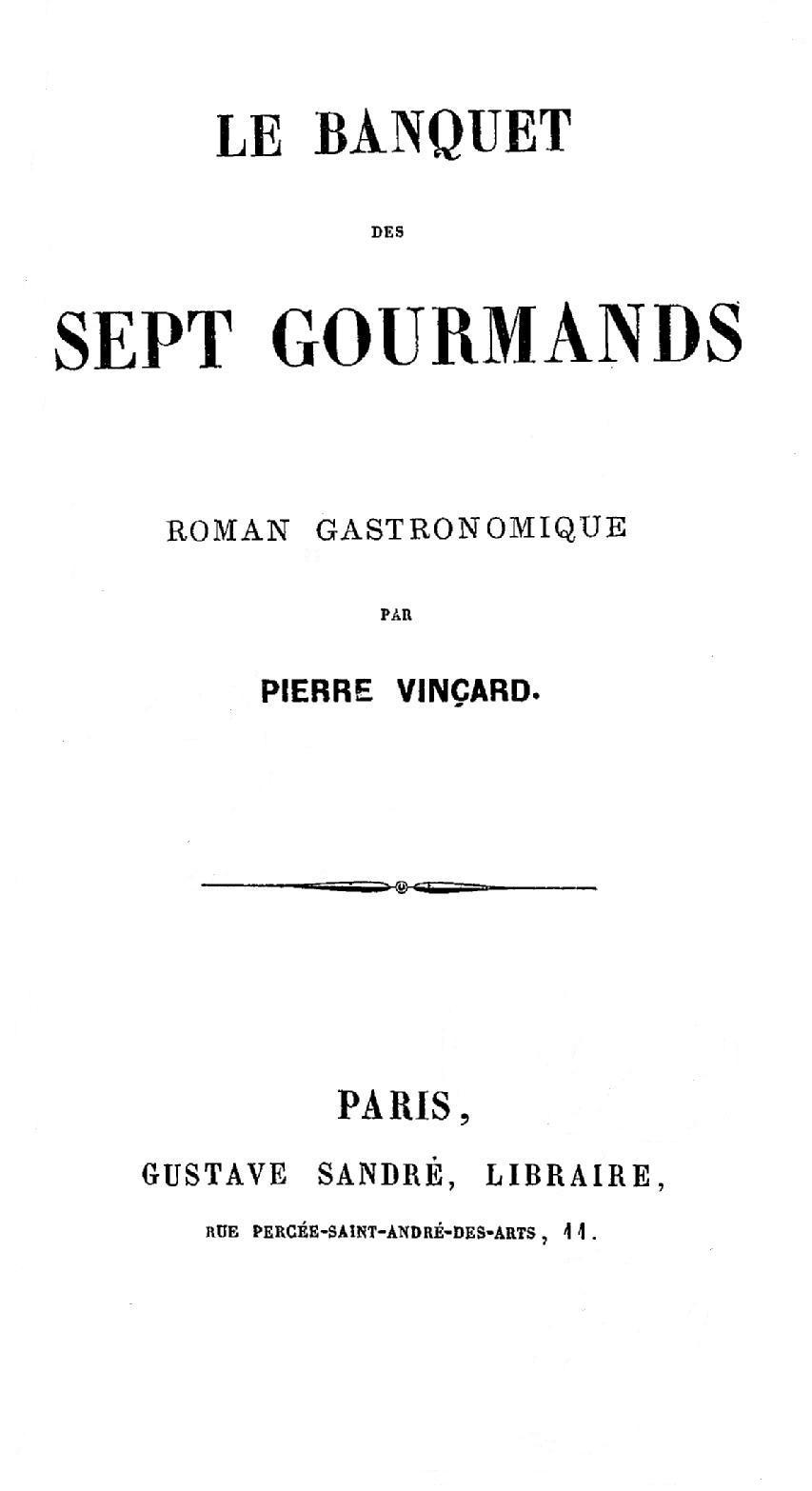
Un roman de Pierre Vinçard, (1853)

Pierre Vinçard, né le 23 avril 1820 à Paris et mort le 24 septembre 1893 à Saint-Maur-des-Fossés, est un écrivain et journaliste français.
Il est le neveu du chansonnier et écrivain saint-simonien Jules Vinçard, dit Vinçard aîné.

## Biographie en 1863
Édouard Siebecker écrit dans Le Figaro du 5 mars 1863 :
Tous les matins, entre neuf heures et neuf heures et demie, vous pouvez voir clopinant le long du boulevard Sébastopol, jusqu'à la gare de Strasbourg, un petit homme, haut de moins de cinq pieds, qui s'appuie, comme Asmodée ou la Fée aux Miettes, sur une canne-béquille:
Il porte un chapeau de feutre mou, duquel débordent de longs cheveux noirs et crépus sa barbe bien que peu fournie, descend jusqu'au sternum son œil brun est petit, mais clair, net, vif et intelligent, son nez retroussé donne à sa physionomie je ne sais quoi de socratique, la bouche serait malicieuse, si une teinte de mélancolie répandue sur tout le visage n'y imprimait un caractère de douceur et de résignation.
Ce n'est pas, à coup sûr, une des grandes figures de notre époque, mais c'est du moins une des plus agréables à regarder.
Lorsque la plume sort de la grosse boue historique pour se tremper dans quelques-unes de ces existences pures et intègres, c'est un jour de fête pour l'écrivain.
Cet homme, c'est Pierre Vinçard, l'Alexis Monteil des ouvriers de Paris.
Collaborateur de l'Illustration, du Représentant du peuple, de la Revue sociale, de la Liberté de penser, du Siècle, etc., il fut, de 1854 à 1857, secrétaire de la rédaction de la Presse. M. Pierre Vinçard est né à Paris en 1820. Son père, tourneur en bois, et sa mère, ouvrière en chapellerie, étaient tellement pauvres que l'enfant fut élevé par son aïeule, petite fabricante de mesures linéaires. À trois ans, il fit une chute qui le rendit boiteux pour toute sa vie.
La brave femme mourut il avait à peine dix ans. La douleur profonde que lui causa cette perte porta une atteinte grave à sa frêle santé et attaqua le moral au point d'y jeter les germes d'un désespoir sombre, qui eut une influence sur toute son existence.
À onze ans on déclara ses études achevées et son grand-père le mit à l'établi mais son atonie le rendait tellement maladroit que, pour le changer, on le plaça chez un bijoutier. L'esprit de débauche qui régnait dans cet atelier, parmi les enfants de son âge, alimenté par l'exemple et l'incitation des ouvriers, épouvanta à un tel degré cette nature timide et pieuse, qu'il supplia son aïeul de l'en retirer.
Il entra successivement chez un éventailliste, puis chez un ciseleur; mais malgré ses efforts constants, sa maladresse pour tout ce qui était travail manuel était à ce point incurable, qu'il n'arrivait à rien.
Ce fond de chagrin, dont nous avons parlé plus haut, s'augmenta de tout le découragement que lui causèrent ces essais infructueux, et la pensée du suicide s'empara de son esprit. Elle grandit, grandit, et s'éleva à la hauteur d'une monomanie.
Il s'abîmait chaque jour davantage dans un désespoir poignant, auquel il finissait par trouver je ne sais quelle volupté étrange.
Un événement sombre et qui ne se peut raconter mit le feu aux poudres.
Puis ici se trouve une lacune pour le biographe.
Y eut-il tentative avortée ? Y eut-il révolution morale ? Peut-être l'étude le sauva-t-elle ?
On ne sait. Toujours est-il qu'il entra chez un graveur sur bois, fit ce qu'il put, devint assez maladroit ouvrier, mais enfin le devint. Malheureusement l'ouvrage vint à manquer.
Il fallait courir chez les éditeurs et montrer les mauvaises gravures qu'il avait faites. Ce que sa nature fine et délicate eut à souffrir des réceptions grossières qu'il essuya presque partout, est impossible à dire. Néanmoins il tint bon et frappa à toutes les portes.
Toutes restèrent fermées un négociant est un négociant, et, nous l'avons dit, Pierre était un triste graveur.
Voyant qu'il allait retomber à la charge du grand-père, son oncle, Vinçard aîné, le chansonnier, le prit dans son atelier où, pendant six années, il ne parvint pas à gagner plus de 2 fr. 25 c. par jour.
Apprenti et ouvrier, à peine sa journée terminée, il volait aux cours publics et gratuits, s'enterrait dans les bibliothèques, apprenait avec frénésie, fracturait la serrure dû tabernacle et violait cette prude qu'on nomme la science.
Dès 1839, on trouve des articles signés de lui dans un petit journal rédigé par des ouvriers, et appelé la Ruche populaire il avait alors dix-neuf ans.
Enfin, il se maria. Les enfants vinrent; puis la gêne, puis la misère, puis la faim et la faim dans une circonstance atroce cinq personnes dans une chambre, l'homme malade, la femme en mal d'enfant, trois petits hurlant de besoin, et sur la cheminée, devinez ?
Une pièce de deux liards ! C'est vrai à la lettre.
Il apprit à ne pas désespérer. Ce jour même, un ami vint lui offrir une somme assez forte pour entreprendre un commerce de librairie, dans lequel il ne réussit pas plus que dans les travaux manuels.
Mais il commençait à gagner quelque argent avec sa plume, donnait des leçons et tenait des livres.
Cependant son indépendance de caractère et d'esprit, sa personnalité bien accentuée, ses principes parfaitement arrêtés, et qu'il pousse jusqu'à l'intolérance, l'empêchèrent, et l'empêcheront toujours, de se laisser englober par une coterie, et par conséquent de vivre à la solde d'un journal.
Comme quelques-uns, il s'est fait esclave pour rester libre. Depuis qu'une affaire de ménage, toute à son honneur, l'a forcé de quitter la Presse, il est attaché à une Compagnie de chemin de fer, où il gagne 2 000 francs par an.
Le temps que lui laisse son emploi, il le consacre à un travail qui sera son œuvre capitale l'Histoire des ouvriers de Paris, dont le premier volume va paraître. incessamment.
Il a eu des articles remarquables et remarqués, entre autres Histoire des corporations, Paupérisme et charité, Travail et salaire des femmes en France, tous les articles concernant les professions manuelles dans le Dictionnaire universel ; puis un livre fort drôle le Banquet des sept gourmands, in-18.
Son style est net, correct, parfois plein d'une tristesse poétique.
Bien que la nature l'ait porté tout d'abord vers la fantaisie, il a cru devoir combattre cette tendance et se consacrer tout  entier à la route un peu sèche qu'il s'est donnée à parcourir.
Il a sacrifié l'art à ce qu'il nomme le devoir.
Causeur agréable, il a le défaut de tous ceux qui ont beaucoup souffert son attachement à ses idées va jusqu'à l'exclusivisme il est âpre et emporté dans la discussion.
Lorsqu'on lui demande pourquoi il ne cherche pas à sortir du cercle étroit dans lequel il a renfermé son talent :
« Je suis un des privilégiés de la basse classe, répond-il. Je n'ai pas le droit de rendre les fruits que je suis allé voler à l'arbre de la science; je dois les jeter en bas à ceux de mes frères qui n'ont pas eu la force ou la chance de pouvoir monter jusqu'aux branches. »
Son sentiment du juste va jusqu'à l'abnégation.
Nommé, dans l'administration qui l'occupe, aux appointements de 2 000 francs, avant de plus anciens que lui, il alla trouver son chef de service et lui dit :
« Si j'ai une valeur en dehors d'ici, je n'ai rien fait pour la Compagnie de plus que MM. tel et tel, plus anciens et tout aussi bons employés que moi. Tout en vous conservant une profonde reconnaissance pour votre bienveillance à mon égard, je me verrais forcé de ne pas en profiter, si je devais seul en ressentir les effets. »
Ces messieurs firent partie de la promotion.
M. Pierre Vinçard mourra comme il est né et comme il a vécu, c'est-à-dire pauvre; mais il laissera à ses cinq enfants un riche patrimoine d'honneur et de probité.

## Quelques œuvres
- Histoire du travail et des travailleurs en France (Paris, 1845-1847, 3 vol. in-8)
- Le Banquet des sept gourmands, Roman gastronomique (1853, in-12)
- Les ouvriers de Paris. Alimentation, Gosselin, Paris, 1863, 360 p.